# Chiesa di San Pietro ai Cappuccini
La chiesa di San Pietro è un luogo di culto cattolico, di Romano di Lombardia, ed è sussidiario della parrocchiale di Santa Maria Assunta e San Giacomo.

## Storia
Una chiesa dedicata a san Pietro in Monduno è indicata come presente in aperta campagna fin dal 1165. Nuovamente inserita negli atti della visita pastorale dell'arcivescovo di Milano san Carlo Borromeo nell'autunno del 1575. 
(Atti della visita diocesana di san Carlo Borromeo)
La chiesa si presentava molto ammalorata anche se vi si recitavano le funzioni, fu quindi imposto dall'arcivescovo il restauro. Ma due anni dopo la chiesa fu distrutta e sostituita con una nuova e con il convento dei frati cappuccini. Il nuovo tempio fu consacrato l'anno successivo dal vescovo di Bergamo Gerolamo Ragazzoni. Tra i frati presenti visse alcuni anni nel convento frate Celestino Colleoni, che risulta essere presente all'atto di posa della prima pietra della nuova chiesa del 9 ottobre 1577.
(Epigrafe che era posta all'interno della chiesa)
L'8 giugno 1646 il Serio esondò e allagò i locali del convento danneggiandolo. Nel Settecento fu luogo di ricovero per i soldati spagnoli e l'8 giugno 1798 durante l'occupazione francese, fu chiusa prima la biblioteca, e il 23 giugno fu soppresso il convento con decreto del governo francese.Per alcuni anni grazie al padre Antonio di Albino essendo dichiarato di ragione privata restò aperto, ma con decreto del 25 aprile 1810 i cappuccini dovettero lasciare definitivamente il convento nel numero di otto religiosi e cinque laici, obbligati ad abbandonare anche l'abito religioso, solo padre guardiano Gianbattista da Cologno resistette per qualche tempo dovette poi desistere e lasciare definitivamente il convento. Nell'area del convento vi era anche il cimitero dei frati, rimane a ricordo la lastra tombale dell'abate poeta e letterato Giovanni Crisogono Marenzi, morto nel 1797. 
La chiesa di San Pietro nel 1810 fu aggregata alla parrocchiale di Romano, mentre la proprietà dei locali del convento, fu messa in vendita e acquistata da Alfonso Felice Mottini il 27 giugno 1811, l'intento dell'acquirente era lasciare i locali a disposizione del ginnasio anche se divenne ospitale Provvisionale nel 1817. Non avendo eredi diretti, alla morte del Mottini divenne erede il suo servo Luigi Masneri che affidò i locali ai chierici Regolari Somaschi. Molteplici furono poi i passaggi di proprietà. Nel 1849 divenne di proprietà dell'orfanotrofio Mottini, aperto alle bambine orfane e povere.
L'area della chiesa e del convento era inserita in una zona chiusa da un alto muro edificato nel 1591, con piccole absidi affrescate, pitture poi perse, i lavori effettuati nel Novecento hanno variato l'antica conformazione. Con la costruzione della nuova chiesa di San Pietro nel Novecento, quella antica divenne parrocchiale provvisoria con decreto del 14 luglio 1972 del vescovo Clemente Gaddi.

## Descrizione

### Esterno
L'edificio dal classico orientamento liturgico con abside a est, è preceduto dal sagrato che un tempo era il luogo di incontro dei pellegrini. Il fronte principale a capanna è intonacato e dipinto con il portale posto centralmente con paraste che reggono il timpano spezzato in laterizio. L'ingresso è sovrastato da un piccolo rosone con contorno sempre in laterizio. La parte ha un'alta zoccolatura.

### Interno
L'interno a pianta rettangolare è a navata unica divisa da archi a sesto acuto in quattro campate e presenta decori risalenti a 1935. Gli archi reggono il tetto con travi a vista. Sulla controfacciata sono presenti due epigrafi poste a ricordo dell'atto di consacrazione del 9 aprile 1637 a sinistra, mentre sul lato destro il restauro effettuato nel Novecento a cura dell'orfanotrofio. La cappella dedicata a sant'Antonio di Padova è posta sul lato destro dell'aula mentre corrispondente vi è una finestra. Un'ulteriore apertura è posta nella terza campata. I dipinti raffiguranti san Pietro e il Sacro Cuore sono ospitati nella quarta campata.
La zona presbiteriale, anticipata dall'arco trionfale, dove sono poste in due nicchie le statue di san Pietro e della Madonna, è di misura inferiore rispetto all'aula e rialzata da due gradini. La parte è coperta da una volta a crociera e termina con la parete liscia, dove si conserva la tela cinquecentesca Madonna con Bambino e santi Pietro, Francesco e santa Caterina della Ruota di Domenico Vinotti, e la tela settecentesca di autore ignoto Gesù, in un coro d'angeli appare a san Francesco posta come pala della cappella di sant'Antonio di Padova.